# جاك شميت (مصمم أزياء تقليدية)
جاك شميت (بالفرنسية: Jacques Schmidt)‏ هو مصمم أزياء تقليدية فرنسي، ولد في 16 مارس 1933 في بريانسون في فرنسا، وتوفي في 8 سبتمبر 1996 في باريس في فرنسا.

## وصلات خارجية
- جاك شميت على موقع IMDb (الإنجليزية)
- جاك شميت على موقع قاعدة بيانات برودواي على الإنترنت (الإنجليزية)